# Гвоздиківський Микола Кіндратович
Гвоздиківський Микола Кіндратович (21 червня 1883, Іванків, Житомирський повіт, Волинська губернія - 1938) - депутат Всеросійських установчих зборів (1917-1918)
Народився у родині священика. Закінчив Ставропольську духовну семінарію, навчасвя у Петрівській сільськогосподарській академії. Працював агрономом. З 1908 р. під наглядом поліції. 1910 р. за промову про Чернишевського був висланий у Верхньотурський повіт Пермської губернії. Подавав прохання про помʼякшення покарання. 
1916 р. працював агрономом. 
1917 р. став головою повітової земської управи, гласним маріупольської міської думи, членом Ради селянських депутатів.
Депутат Всеросійських установчих зборів від Катеринославської губернії за списком есерів.
У радянський час викладав у ветеринарному технікумі. У квітні 1938 р. заарештований у Петропавлівську. Розстріляний. Реабілітований у 1954 р.